# Colville Lake
Der Colville Lake ist ein See in der Sahtu Region der Nordwest-Territorien Kanadas. Der See bekam seinen Namen von John Franklin während dessen zweiter Arktisexpedition von 1825 bis 1827. Er benannte ihn nach Andrew Colville (1779–1856), dem späteren Gouverneur der Hudson’s Bay Company.

## Lage
Der Colville Lake befindet sich in einer Tundralandschaft im Norden Kanadas. Der See liegt 100 km nordwestlich des Großen Bärensees. Der Ort Fort Good Hope befindet sich 150 km südwestlich des Colville Lake. Der See hat eine Längsausdehnung in SSW-NNO-Richtung von 43 km. Die maximale Breite liegt bei 19 km. Die Wasserfläche beträgt 452 km², die Gesamtfläche einschließlich Inseln 455 km². Der See besitzt eine große offene Wasserfläche. Sein Abfluss an seinem Nordostende führt zum Anderson River, der zur Beaufortsee weiterfließt. Die Siedlung Colville Lake liegt am Südwestufer des Sees.